# Корнойбург
Корнойбург (нем. Korneuburg) — город (нем. Stadt) в Австрии, в федеральной земле Нижняя Австрия.
Входит в состав округа Корнойбург. Население составляет 11 735 человек (на 31 декабря 2005). Занимает площадь 9,71 км². Официальный код — 31213.

## Персоналии
- Иоганн Хольцер, чья музыка легла в основу современного гимна Австрии, родился в Корнойбурге в 1753 году.

## Фотографии

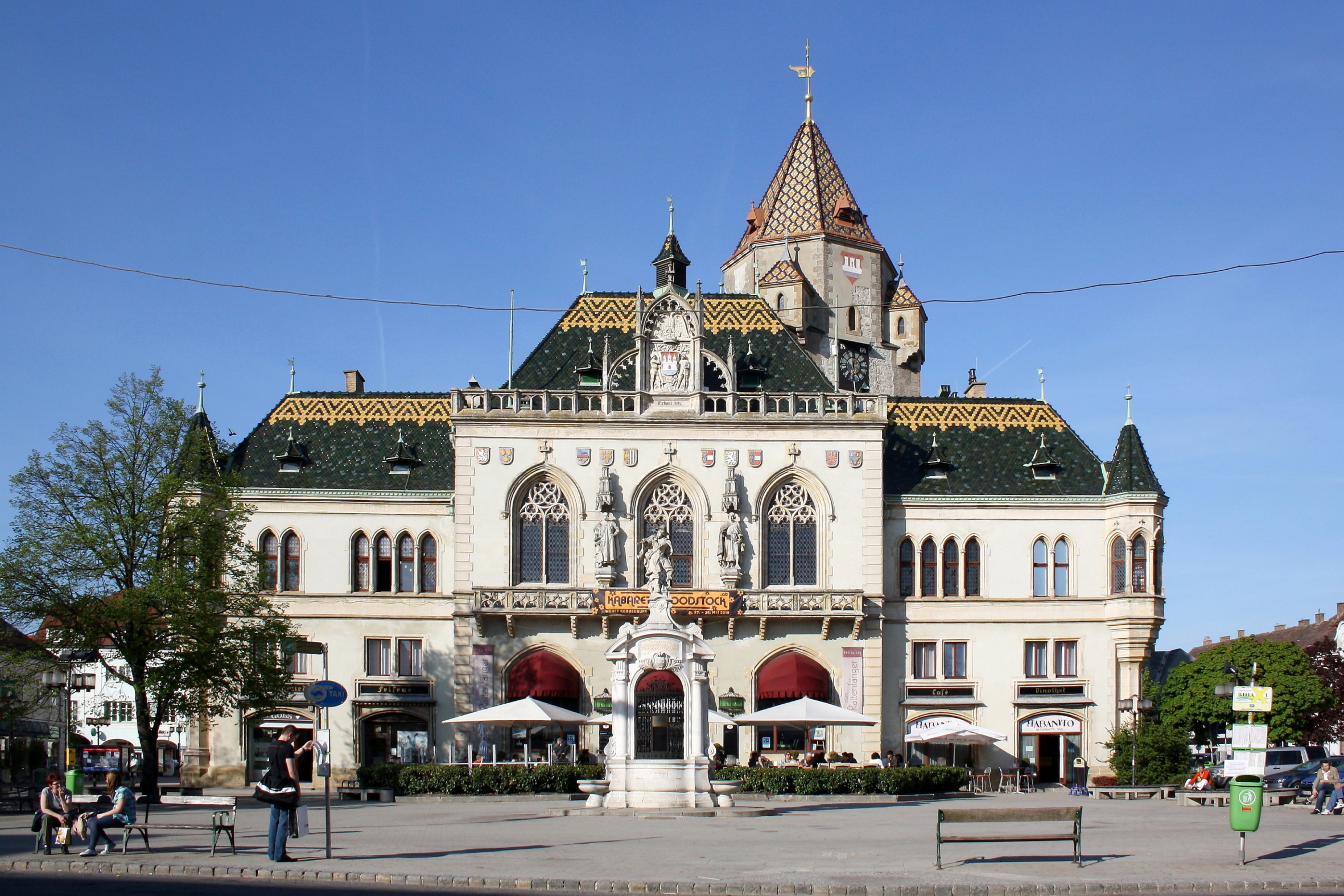
Ратуша
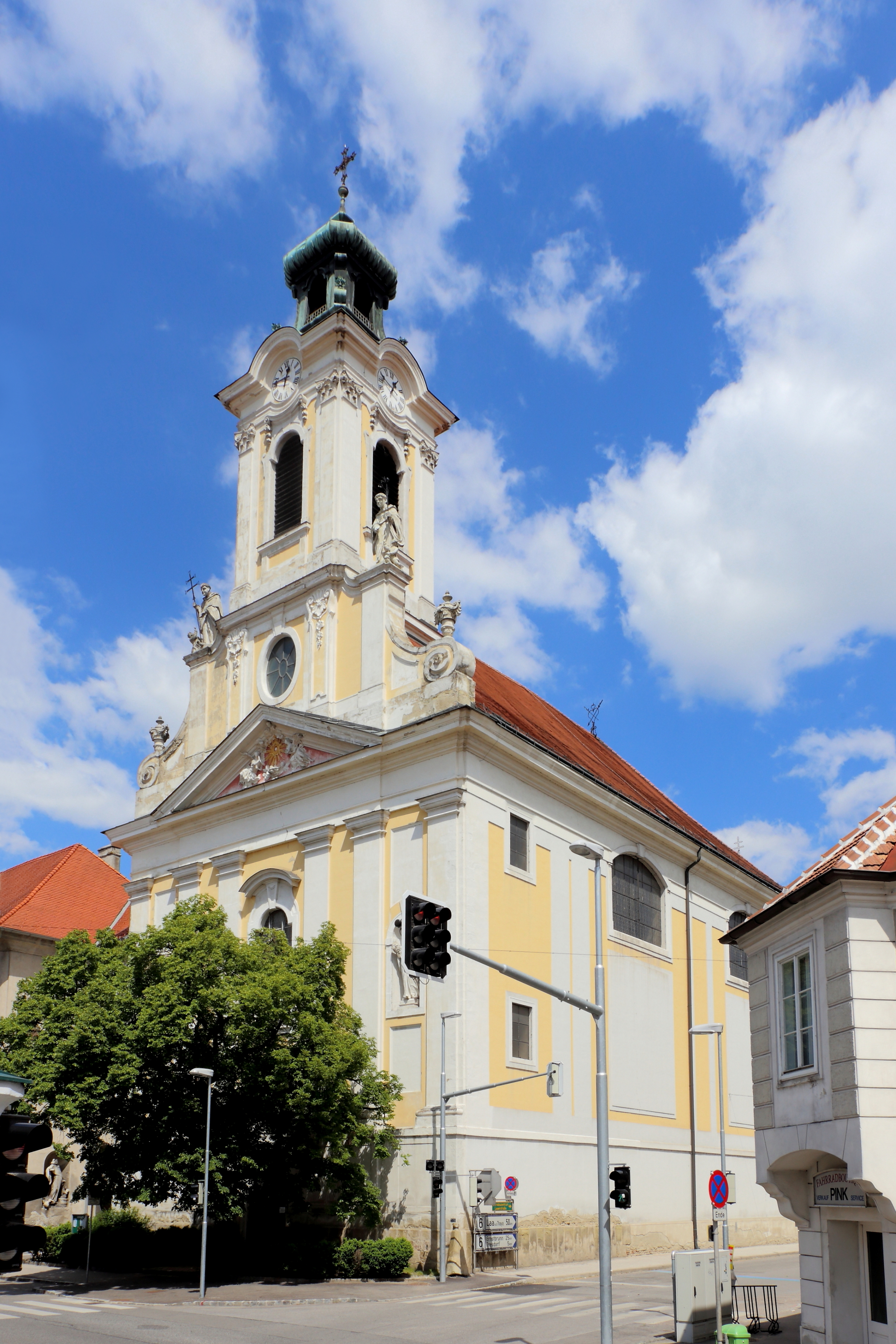
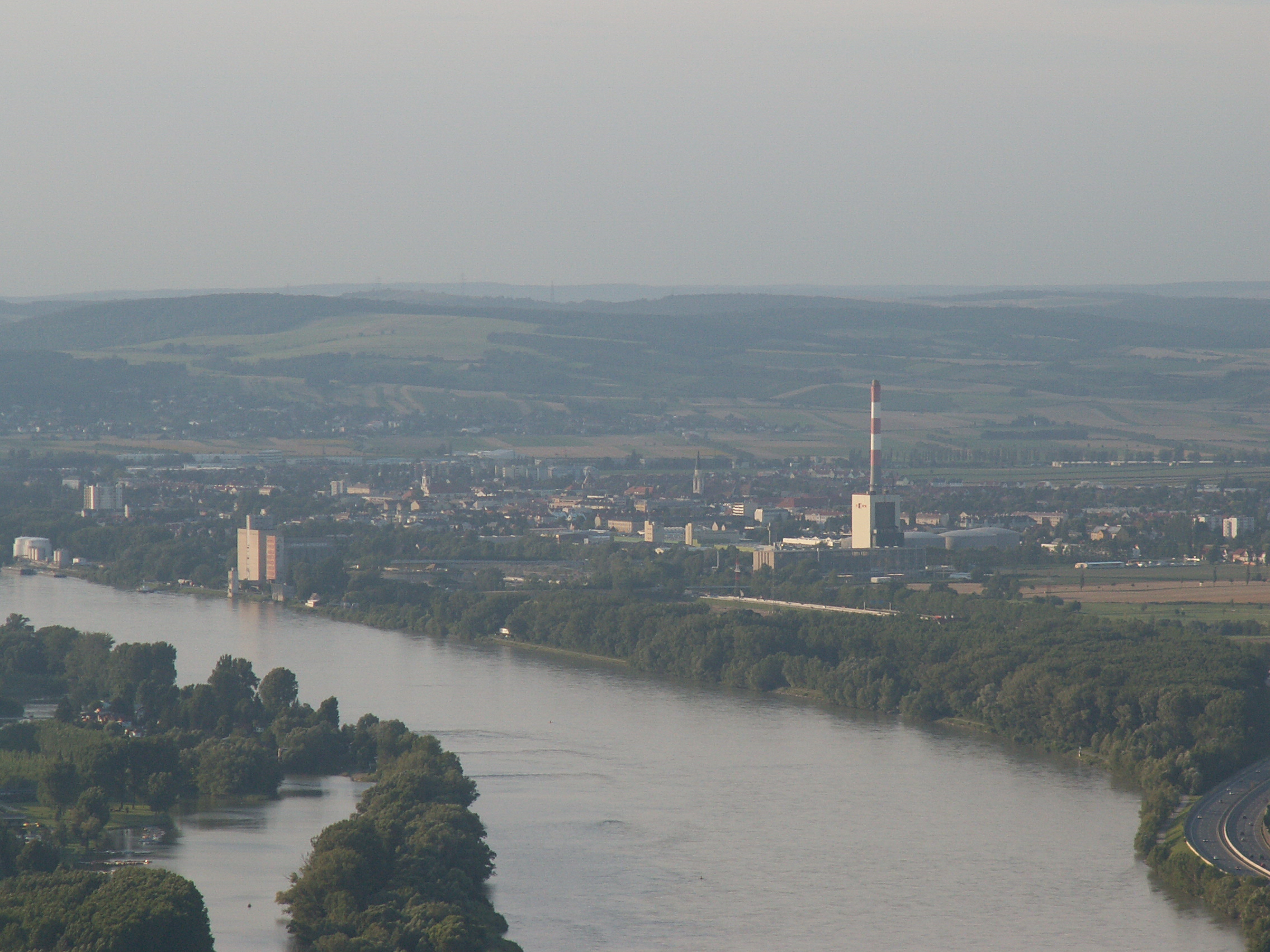

## Политическая ситуация
Бургомистр коммуны — Христиан Гепп (АНП) по результатам выборов 2010 года.
Совет представителей коммуны (нем. Gemeinderat) состоит из 37 мест.
- АНП занимает 18 мест.
- СДПА занимает 14 мест.
- Зелёные занимают 3 места.
- АПС занимает 2 места.